# Chordeuma iluronense
Chordeuma iluronense är en mångfotingart som beskrevs av Ribaut 1913. Chordeuma iluronense ingår i släktet Chordeuma och familjen spinndubbelfotingar. Inga underarter finns listade i Catalogue of Life.